# NXT TakeOver: Phoenix
NXT TakeOver: Phoenix foi um evento de luta livre profissional produzido pela WWE e transmitido pelo WWE Network para o seu território de desenvolvimento, o WWE NXT. Ocorreu em 26 de janeiro de 2019, no Talking Stick Resort Arena em Phoenix, Arizona. Este foi o vigésimo terceiro evento do NXT TakeOver e o primeiro a acontecer em 2019.

## Antes do evento
NXT TakeOver: Phoenix teve combates de luta livre profissional de diferentes lutadores com rivalidades e histórias pré-determinadas, que se desenvolveram no WWE NXT, programa do território de desenvolvimento da WWE que é transmitido pelo WWE Network. Os lutadores interpretaram um vilão ou um mocinho seguindo uma série de eventos para gerar tensão, culminando em várias lutas. NXT TakeOver é uma série de eventos de luta livre profissional que começou em 29 de maio de 2014, com o território de desenvolvimento da WWE NXT tendo seu segundo evento transmitido ao vivo pelo WWE Network chamado de NXT TakeOver. Nos meses seguintes, o nome "TakeOver" se tornou o nome usado pelo NXT e WWE para todos os especiais ao vivo do NXT. NXT TakeOver: Phoenix foi o vigésimo terceiro sob o banner de NXT TakeOver, e o primeiro a acontecer em 2019.
No episódio de 25 de julho do NXT, Tommaso Ciampa derrotou Aleister Black para conquistar o NXT Championship após a interferência de Johnny Gargano, que estava rivalizando com Ciampa na época, sair pela culatra e custar a Black o título. Após este acontecimento, em agosto, Black foi lesionado por Gargano nos bastidores, impedindo-o de ter sua revanche contra Ciampa. Black retornou alguns meses depois e no episódio de 5 de dezembro do NXT, um combate entre os dois foi marcado para o TakeOver: Phoenix.
No episódio de 26 de dezembro do NXT, após três semanas de lutas de qualificação, Bianca Belair derrotou Io Shirai, Lacey Evans e Mia Yim em uma luta fatal 4-way para se tornar a nova desafiante número um ao NXT Women's Championship.
No episódio de 9 de janeiro de 2019 do NXT, os War Raiders atacaram The Undisputed Era durante a luta de EC3 com Adam Cole. O gerente geral do NXT, William Regal anunciou via Twitter que no TakeOver: Phoenix, Kyle O'Reilly e Roderick Strong, do Undisputed Era, defenderiam seu NXT Tag Team Championship contra The War Raiders.
No episódio de 19 de dezembro de 2018 do NXT, Johnny Gargano derrotou Aleister Black em uma luta em uma jaula de aço depois de receber ajuda de Tommaso Ciampa. Na semana seguinte, através de uma gravação de vídeo, Ciampa sugeriu que Gargano fosse atrás do NXT North American Championship para que ele e Gargano pudessem "dominar o mundo" no NXT. No episódio de 9 de janeiro de 2019, o campeão Ricochet disse a Gargano que ele só precisava pedir uma chance pelo título. Ciampa saiu para promover o conflito entre Ricochet e Gargano, mas foi atacado por Black. Este confronto distraiu Ricochet, permitindo que Gargano o acertasse com um superkick na cara, e o combate foi oficializado mais tarde na noite.

## Resultados
| Nº                                          | Resultados                                                                                    | Estipulações                                         | Tempo |
| ------------------------------------------- | --------------------------------------------------------------------------------------------- | ---------------------------------------------------- | ----- |
| 1                                           | War Raiders (Hanson e Rowe) derrotou The Undisputed Era (Kyle O'Reilly e Roderick Strong) (c) | Luta de duplas pelo NXT Tag Team Championship        | 16:57 |
| 2                                           | Matt Riddle derrotou Kassius Ohno por submissão                                               | Luta individual                                      | 9:17  |
| 3                                           | Johnny Gargano derrotou Ricochet (c)                                                          | Luta individual pelo NXT North American Championship | 23:34 |
| 4                                           | Shayna Baszler (c) derrotou Bianca Belair por submissão                                       | Luta individual pelo NXT Women's Championship        | 16:25 |
| 5                                           | Tommaso Ciampa (c) derrotou Aleister Black                                                    | Luta individual pelo NXT Championship                | 26:31 |
| (c) – Refere-se aos campeões antes da luta. |                                                                                               |                                                      |       |